# Forças irregulares portuguesas na Guerra do Ultramar
Os efetivos locais eram decisivos nas forças militares colocadas nas então colónias. Perante o início da guerra colonial, as chefias desconfiavam dos locais e reforçaram a componente de fora. Em 1960, o exército em Angola era constituído por 6500 soldados, 5000 de recrutamento local. Como o início da guerra colonial, no final de 1961 os "expedicionários aument[aram] de 1 500 para 28 477", mantendo-se os 5000 de recrutamento local. Conjugando Angola, Guiné e Moçambique, dos 49422 militares, apenas 18% eram locais, no final de 1961. Isso iria mudar particularmente após 1968, quando surgiu eventualmente a necessidade de se criarem ou reforçarem vários tipos de forças irregulares para auxiliarem as Forças Armadas Portuguesas.
Essas forças irregulares foram, normalmente, organizadas a nível local de Teatro de Operações e englobavam vários tipos, em termos de origem e dependência: milícias de colonos brancos, milícias e forças nativas, forças de exilados estrangeiros, forças de ex-guerrilheiros, forças dependentes da Administração Civil, forças dependentes das Forças Armadas e forças dependentes da PIDE.
Oficialmente a totalidade destas forças era conhecida por Forças Auxiliares. Na Guiné, o General Spínola introduziu o termo Força Africana para designar as forças irregulares compostas por nativos da província.
Por Teatro de Operações, as principais forças irregulares foram as seguintes:

## Angola
- Organização Provincial e Voluntários de Defesa Civil de Angola (OPVDCA) - milícia fundamentalmente urbana, constituída essencialmente por colonos brancos;
- Guarda Rural - força auxiliar da Polícia de Segurança Pública, vocacionada para a defesa de empresas e explorações agrícolas;
- Formações Aéreas Voluntárias - milícia aérea;
- Grupos Especiais (GE) - unidades auxiliares formadas em 1968, constituídas por voluntários africanos de etnia local, que operavam adidas às unidades locais do Exército Português, practicamente só operaram na zona leste, no seu auge em Angola existiam 99 grupos GE de 31 homens cada.[2]
- Tropas Especiais (TE) - Esta força era inicialmente um grupo de 1.200 guerrilheiros que se desagregou da UPA (movimento independentista) e passaram a combater por Portugal[2], operavam nas zonas de Cabinda e várias regiões do norte de Angola em ambos os lados da fronteira.[1] Atingiram um pico de 2.000 efectivos organizados em 4 Batalhões com 16 grupos de combate de 31 homens cada um. Em 1966 quando a frente leste ficou activa foi enviado um Batalhão de TE para lá;
- Fieis Catangueses ou simplesmente Fieis[3][4] - força composta por militares e polícias zairenses da região do Catanga, exilados por se oporem ao regime de Mobutu, estes militares e policias refugiaram-se em Angola juntamente com as suas famílias perfazendo um total de quase 5.000 pessoas.[1] O exército português selecionou 2.000 desses exilados e organizou-os em 3 Batalhões de 5 companhias cada, estando esses três batalhões colocados em Chimbila, Camissombo e Gafaria. Esses Batalhões possuiam os seus proprios oficiais e sargentos.
- Leais Zambianos ou simplesmente Leais - força composta por exilados zambianos;[1][3][5]
- Flechas - Força paramilitar da PIDE, composta por membros de algumas etnias locais e por dissidentes dos movimentos de guerrilha.[2]

## Guiné
- Corpo de Milícias - milícia constituída por africanos, fundamentalmente para funções de auto-defesa de povoações, estas estavam divididas em dois tipos, as milicias normais, defensivas, organizadas em 45 Companhias de 200 homens e as milicias especiais, semelhantes aos GE nas outras colonias, organizados em 23 grupos de 31 homens;
- Comandos Africanos - companhias de Comandos totalmente constituídas por nativos da Guiné, inclusive os oficiais, existiram 3 Companhias de Comandos Africanos sob o Comando do Batalhão de Comandos da Guiné;[2]
- Fuzileiros Especiais Africanos - unidades de fuzileiros navais totalmente constituídas por nativos da Guiné, foram formados dois Destacamentos de Fuzileiros Especiais Africanos;

## Moçambique
- Organização Provincial e Voluntários de Defesa Civil de Moçambique (OPVDCM) - organização semelhante à OPVDCA de Angola, mas de muito menor dimensão e importância;
- Formações Aéreas Voluntárias (FAV) - milícia aérea;
- Aviação do Gabinete de Planeamento do Zambeze (GPZ) - serviço de aviação civil, mas com organização paramilitar, encarregue de dar apoio aéreo à segurança da Barragem de Cahora-Bassa.

Os aqui e correntemente chamados Serviços de Aviação do Gabinete do Plano do Zambeze eram, de facto, dependentes dos Serviços Regionais de Estudo e Planeamento (S.R.E.P), estes dependentes do Gabinete do Plano do Zambeze, este um departamento do Ministério do Ultramar. Não tinham nada a ver com organização paramilitar, nem a de dar apoio aéreo à segurança da Barragem de Cahora-Bassa. A sua função era a de assistência aos inúmeros serviços da área do GPZ, ao londo do Zambeze, da fronteira com a Zâmbia ao Chinde, fundamentalmente na zona da futura albufeira da barragem no apoio às populações e no seu deslocamento.
- Grupos Especiais (GE) - unidades auxiliares do Exército constituídas por nativos da etnia da região onde actuavam, que recebiam treino de comandos, no seu auge em Moçambique existiam 84 grupos GE de 90 homens cada;[5]
- Grupos Especiais Paraquedistas (GEP) - unidades semelhantes aos grupos especiais, mas com treino de tropas paraquedistas, estavam organizados em 12 grupos de 70 homens cada e estavam agregados à Força Aérea.[5]
- Grupos Especiais de Pisteiros de Combate (GEPC) - unidades treinadas especialmente para descobrir pistas e indícios que levassem à localização de terroristas;
- Flechas - força semelhante à homónima de Angola, porém operando durante pouco tempo.[2]